# Гептастаннид трииридия
Гептастаннид трииридия — бинарное неорганическое соединение
олова и иридия
с формулой Ir3Sn7,
кристаллы.

## Получение
- Сплавление стехиометрических количеств чистых веществ:

{\displaystyle {\mathsf {7Sn+3Ir\ {\xrightarrow {T}}\ Ir_{3}Sn_{7}}}}

## Физические свойства
Гептастаннид трииридия образует кристаллы нескольких модификаций:
- кубическая сингония, пространственная группа I m3m, параметры ячейки a = 0,9360 нм, Z = 4, структура типа гептастаннида трирутения Ru3Sn7[1][2];
- гексагональная сингония, параметры ячейки a = 0,85370 нм, c = 0,64701 нм, Z = 2[3].